# راچی (استان آمور)
راچی (به لاتین: Rachi) یک منطقهٔ مسکونی در روسیه است که در استان آمور واقع شده‌است.